# プトレマイオス (アンティゴノスの甥)
プトレマイオス（希：Πτολεμαῖος、ラテン文字転記：Ptolemaios、? - 紀元前309年）は、ディアドコイの一人のアンティゴノス1世の甥で、アンティゴノスに仕えた将軍である。
プトレマイオスの名が初めて言及されたのは紀元前320年にアンティゴノスがエウメネスをノラに包囲していた時である。この時プトレマイオスはアンティゴノスがエウメネスと会談した際にエウメネスの身柄を保証するための人質として送られた。
その後プトレマイオスはアンティゴノス麾下の有能な将軍として現れる。紀元前315年、強大化するアンティゴノスを警戒してプトレマイオス1世、リュシマコス、カッサンドロスが反アンティゴノス同盟を結ぶと、アンティゴノスは、プトレマイオスに軍を与えて黒海沿岸の都市アミソスを奪い返し、カッサンドロスの将軍でカッパドキアに攻め込んでいたアスクレピオドロスの軍を撃破し、次いでカッサンドロスの小アジア侵攻に備えてヘレスポントスを固めるよう命じてカッパドキアへと送った。派遣先でプトレマイオスは見事な働きを示した。まず、彼はアスクレピオドロスによって包囲されていたアミソスを救ってカッパドキアを回復し、次いでビテュニアへと向うと、アスタコスとカルケドン、そしてビテュニアの王ジポイテス（ディオドロスではジビュテス）と同盟を結んだ。その直後アンティゴノスの命を受け、セレウコス1世が海軍を進めていたイオニアとリュディアの救援へと向かい、エリュトライを包囲していたセレウコスを退却させた。その後、プトレマイオス1世がカリア太守でアンティゴノスと敵対していたアサンドロスと同盟を結んで将軍ミュルミドン率いる軍10000を援軍として送り、さらに翌紀元前314年にプレペラオスがカッサンドロスによって送られたため、プトレマイオスはカリアに転戦した。プトレマイオスはカリアのカプリマ近くでプレペラオスの部将エウポレモスを奇襲によって破り、エウポレモスを捕虜にした。紀元前313年、アサンドロスがアンティゴノスによって滅ぼされた一方、プトレマイオスはイッソスに送られてイッソスをアンティゴノス支持に回らせた。
紀元前312年、プトレマイオスはギリシアを制圧するために歩兵5000、騎兵500、艦隊150隻からなる軍と共にギリシアに送られた。彼はボイオティアを味方につけて歩兵2200と騎兵1300を受け取り、カルキスからカッサンドロスを退かせ、カッサンドロス勢力下のオロポスを落とし、ファレロンのデメトリオス支配下のアテナイをアンティゴノスの同盟者とし、テバイとフォキスをカッサンドロスから解放して独立させるなどギリシア遠征を大成功のうちに終わらせた。その後コリントスで提督テレスフォロスがアンティゴノスに反旗を翻し、エリスがテレスフォロスと手を結んだことを知るとプトレマイオスはペロポネソスへと向い、エリスをテレスフォロスから切り離してテレスフォロスと講和した。
その後、プトレマイオスは自身の活躍に対してアンティゴノスは正当に報いていないと考えるようになり、紀元前310年にアンティゴノスに反旗を翻した。まずプトレマイオスはカッサンドロスと同盟を結び、友人の一人フォイニクスをヘレスポントスに配置した。翌紀元前309年にエジプトのプトレマイオス1世と手を結んだプトレマイオスはカルキスからコスへと向って同地でプトレマイオス1世と会ったが、プトレマイオスの野心と自身に対する陰謀を警戒したプトレマイオス1世によって逮捕され、ドクニンジンを飲まされて殺された。

## 註
1. ↑  プルタルコス, 「エウメネス」, 10
2. ↑  ディオドロス, XIX. 57
3. ↑  ディオドロス, XIX. 60
4. ↑  ディオドロス, XIX. 62
5. ↑  ディオドロス, XIX. 68
6. ↑  ディオドロス, XIX. 75
7. ↑  ディオドロス, XIX. 77, 78
8. ↑  ディオドロス, XIX. 87
9. ↑  ディオドロス, XX. 19
10. ↑  ディオドロス, XX. 27

## 参考サイト
- ディオドロスの『歴史叢書』の英訳版
- プルタルコスの「エウメネス伝」の英訳（プロジェクト・グーテンベルク内）